# التون (ویرجینیا)
التون، ویرجینیا (به انگلیسی: Alton, Virginia) یک منطقهٔ مسکونی در ایالات متحده آمریکا است که در ویرجینیا واقع شده‌است.

## خصوصیات
التون ۱۶۷٫۹۵ متر بالاتر از سطح دریا واقع شده‌است.